# Праймериз Демократической партии США (2024)
Президентские праймериз и кокусы Демократической партии 2024 года — первичные выборные мероприятия партии для отбора делегатов на Национальный съезд, с целью выдвижения единого кандидата на президентских выборах 2024 года. Праймериз состоялись во всех 50 штатах США, округе Колумбия, пяти территориях США, а также с участием членов Демократической партии, находящихся зарубежом, с января по июнь 2024 года. Действующий президент Джо Байден регулярно заявлял о намерении баллотироваться на переизбрание в паре с вице-президентом Камалой Харрис. 25 апреля 2023 года Байден официально выдвинул свою кандидатуру. 12 марта 2024 года Байден набрал достаточное количество делегатов для повторного выдвижения и был объявлен предварительным номинантом от Демократической партии.
Байден являлся самым пожилым президентом, вступившим в должность в возрасте 78 лет. Некоторые видные демократы публично призывали Байдена не баллотироваться. Считалось, что Байден на внутрипартийных выборах мог бы столкнуться с членом прогрессивной фракции Демократической партии. В марте 2023 года Марианна Уильямсон объявила о выдвижении своей кандидатуры на предстоящих выборах. 26 октября член Палаты представителей Дин Филлипс объявил о своём выдвижении. 6 марта 2024 года Филлипс приостановил свою предвыборную кампанию после того, как не смог выиграть ни одного праймериз во время супервторника. 11 июня Марианна Уильямсон завершила предвыборную кампанию.
21 июля 2024 года Джо Байден снялся с президентской гонки и поддержал кандидатуру Камалы Харрис. В начале августа Харрис официально стала кандидатом в президенты США от Демократической партии, заручившись поддержкой 4567 делегатов.

## Кандидаты
По состоянию на апрель 2024 года более 190 кандидатов подали заявки в Федеральную избирательную комиссию на выдвижение от Демократической партии на президентских выборах 2024 года. В предыдущие электоральные циклы подавляющее число подавших заявки относились к второстепенным кандидатам, которые не были включены в списки для голосования, не осуществляли сбор денежных средств или вовсе не проводили предвыборные кампании.

### Номинант
| Кандидат      | Кандидат | Рождение                        | Деятельность                    | Штат       | Кампания Дата выдвижения                      | Делегаты     | Ссылка |
| ------------- | -------- | ------------------------------- | ------------------------------- | ---------- | --------------------------------------------- | ------------ | ------ |
| Камала Харрис |          | 20 октября 1964 (59 лет) Окленд | Вице-президент США (2021— 2025) | Калифорния | Кампания 21 июля 2024 Подача документов в ФИК | 4567 из 4698 | [ 19 ] |

### Предварительный номинант
| Кандидат   | Кандидат | Рождение                         | Деятельность               | Штат    | Кампания Дата выдвижения                        | Причина Дата приостановления  | Делегаты     | Ссылка        |
| ---------- | -------- | -------------------------------- | -------------------------- | ------- | ----------------------------------------------- | ----------------------------- | ------------ | ------------- |
| Джо Байден |          | 20 ноября 1942 (81 год) Скрантон | Президент США (2021— 2025) | Делавэр | Кампания 25 апреля 2023 Подача документов в ФИК | Поддержал Харрис 21 июля 2024 | 3905 из 3949 | [ 21 ] [ 22 ] |

### Кандидаты, отозвавшие свою заявку после начала внутрипартийных выборов
| Кандидат           | Кандидат | Рождение                         | Деятельность                                                             | Штат       | Кампания Дата выдвижения                | Причина Дата приостановления                   | Делегаты  | Ссылка               |
| ------------------ | -------- | -------------------------------- | ------------------------------------------------------------------------ | ---------- | --------------------------------------- | ---------------------------------------------- | --------- | -------------------- |
| Джейсон Палмер     |          | 1 декабря 1971 (52 года) Абердин | Венчурный капиталист                                                     | Мэриленд   | 22 октября 2023 Подача документов в ФИК | Поддержал Байдена, а затем Харрис 15 мая 2024  | 3 из 3949 | [ 24 ] [ 25 ] [ 26 ] |
| Марианна Уильямсон |          | 8 июля 1952 (71 год) Хьюстон     | Автор Основательница Project Angel Food Кандидат в президенты США (2020) | Калифорния | 4 марта 2023 Подача документов в ФИК    | 29 июля 2024                                   | 0 из 3949 | [ 28 ] [ 29 ]        |
| Дин Филлипс        |          | 20 января 1969 (55 лет) Сент-Пол | Член Палаты представителей США от 3-го округа Миннесоты (2019—н. в.)     | Миннесота  | 26 октября 2023 Подача документов в ФИК | Поддержал Байдена, а затем Харрис 6 марта 2024 | 4 из 3949 | [ 31 ] [ 32 ] [ 33 ] |

#### Снявшиеся до праймериз
- Джером Сигал[англ.] — учёный-исследователь (баллотируется в Сенат)[a]
- Роберт Кеннеди-младший — юрист-эколог (вышел из Демократической партии и выдвинул свою кандидатуру на пост президента как независимый кандидат)[36][37]

## Вице-президент
19 января 2022 года Байден подтвердил намерение баллотироваться в паре с вице-президентом Камалой Харрис в 2024 году. После отказа Байдена от участия в выборах к числу возможных кандидатов на пост вице-президента относили губернатора Кентукки Энди Бешира, губернатора Северной Каролины Роя Купера, губернатора Пенсильвании Джоша Шапиро и губернатора Мичигана Гретхен Уитмер. 6 августа 2024 года Харрис выбрала губернатора Миннесоты Тима Уолза в качестве кандидата в вице-президенты США.

## Опросы
| Источник           | Период                            | По состоянию на  | Джо Байден | Дин Филлипс | Марианна Уильямсон | Другие/неопределившиеся | Преимущество |
| ------------------ | --------------------------------- | ---------------- | ---------- | ----------- | ------------------ | ----------------------- | ------------ |
| 270 to Win         | 25 января – 14 февраля 2024       | 18 февраля 2024  | 74,2%      | 5,6%        | 8,0%               | 12,2%                   | 66,2%        |
| FiveThirtyEight    | – 14 февраля 2024                 | 18 февраля 2024  | 75,1%      | 6,9%        | —                  | 18,0%                   | 68,2%        |
| Race to the WH     | – 29 января 2024                  | 2 февраля 2024   | 71,9%      | –           | 7,2%               | 20,9%                   | 64,7%        |
| Real Clear Polling | 26 декабря 2023 – 14 февраля 2024 | 18 февраля 2024  | 72,7%      | 4,7%        | 7,0%               | 15,6%                   | 65,7%        |
| Среднее значение   | Среднее значение                  | Среднее значение | 73,5%      | 5,7%        | 7,4%               | 13,4%                   | 66,1%        |

## Результаты
| 23 января                     | 0    | Нью-Гэмпшир                     | 63,8% 79 100 голосов                 | 19,7% 24 377 голосов            | 4,1% 5016 голосов    | 0,1% 142 голоса           | 12,4% 15 361 голос                |
| 3 февраля                     | 55   | Южная Каролина                  | 96,2% 55 делегатов 126 493 голоса    | 1,7% 2247 голосов               | 2,1% 2732 голоса     | вне бюллетеня             | вне бюллетеня                     |
| 6 февраля                     | 36   | Невада                          | 89,3% 36 делегатов 119 758 голосов   | вне бюллетеня                   | 3,1% 4101 голос      | 0,4% 530 голосов          | 7,3% 10 228 голосов               |
| 27 февраля                    | 117  | Мичиган                         | 81,1% 115 делегатов 625 221 голос    | 2,7% 20 684 голоса              | 3,0% 22 865 голосов  | вне бюллетеня             | 13,2% 2 делегата 101 801 голос    |
| 12 января – 5 марта           | 40   | Айова                           | 90,4% 40 делегатов 12 337 голосов    | 2,9% 394 голоса                 | 2,2% 307 голосов     | вне бюллетеня             | 4,5% 614 голосов                  |
| 5 марта (Супервторник) (1377) | 52   | Алабама                         | 89,5% 52 делегата 168 080 голосов    | 4,5% 8442 голоса                | вне бюллетеня        | вне бюллетеня             | 6,0% 11 283 голосов               |
| 5 марта (Супервторник) (1377) | 6    | Американское Самоа              | 44,0% 3 делегата 40 голосов          | 0,0% 0 голосов                  | вне бюллетеня        | 56,0% 3 делегата 51 голос | вне бюллетеня                     |
| 5 марта (Супервторник) (1377) | 31   | Арканзас                        | 88,5% 31 делегат 71 978 голосов      | 2,9% 2346 голосов               | 4,8% 3883 голоса     | вне бюллетеня             | 3,9% 3107 голосов                 |
| 5 марта (Супервторник) (1377) | 424  | Калифорния                      | 89,1% 424 делегата 3 207 687 голосов | 2,8% 100 284 голоса             | 4,1% 146 356 голосов | вне бюллетеня             | 4,1% 143 430 голосов              |
| 5 марта (Супервторник) (1377) | 72   | Колорадо                        | 82,5% 72 делегата 477 365 голосов    | 3,1% 17 936 голосов             | 2,9% 16 761 голос    | 0,7% 3986 голосов         | 10,9% 62 909 голосов              |
| 5 марта (Супервторник) (1377) | 24   | Мэн                             | 82,8% 24 делегата 60 018 голосов     | 6,4% 4623 голоса                | вне бюллетеня        | вне бюллетеня             | 10,9% 7839 голосов                |
| 5 марта (Супервторник) (1377) | 92   | Массачусетс                     | 80,5% 91 делегат 533 096 голосов     | 4,5% 29 728 голоса              | 3,1% 20 402 голоса   | вне бюллетеня             | 11,9% 1 делегат 79 383 голоса     |
| 5 марта (Супервторник) (1377) | 75   | Миннесота                       | 70,1% 64 делегата 171 278 голосов    | 7,8% 18 960 голосов             | 1,4% 3459 голосов    | 0,3% 758 голосов          | 20,4% 11 делегатов 49 826 голосов |
| 5 марта (Супервторник) (1377) | 113  | Северная Каролина               | 87,3% 113 делегатов 609 680 голосов  | вне бюллетеня                   | вне бюллетеня        | вне бюллетеня             | 12,7% 88 900 голосов              |
| 5 марта (Супервторник) (1377) | 36   | Оклахома                        | 73,0% 36 делегатов 66 882 голоса     | 8,9% 8182 голоса                | 9,1% 8356 голосов    | вне бюллетеня             | 9,1% 8224 голоса                  |
| 5 марта (Супервторник) (1377) | 63   | Теннесси                        | 92,1% 63 делегата 122 803 голоса     | вне бюллетеня                   | вне бюллетеня        | вне бюллетеня             | 7,9% 10 475 голосов               |
| 5 марта (Супервторник) (1377) | 244  | Техас                           | 84,6% 244 делегата 831 247 голосов   | 2,7% 26 473 голоса              | 4,5% 43 667 голосов  | вне бюллетеня             | 8,2% 80 682 голоса                |
| 5 марта (Супервторник) (1377) | 30   | Юта                             | 86,8% 30 делегатов 59 235 голосов    | 4,5% 3065 голосов               | 5,2% 3562 голоса     | вне бюллетеня             | 3,5% 2385 голосов                 |
| 5 марта (Супервторник) (1377) | 16   | Вермонт                         | 83,0% 16 делегатов 56 924 голоса     | 2,8% 1942 голоса                | 4,2% 2873 голоса     | 0,6% 404 голоса           | 9,4% 6453 голоса                  |
| 5 марта (Супервторник) (1377) | 99   | Виргиния                        | 88,5% 99 делегатов 317 329 голосов   | 3,5% 12 586 голосов             | 8,0% 28 559 голосов  | вне бюллетеня             | вне бюллетеня                     |
| 6 марта                       | 22   | Гавайи                          | 66,0% 15 делегатов 1047 голосов      | 1,0% 16 голосов                 | 3,2% 50 голосов      | 0,4% 6 голосов            | 29,4% 7 делегатов 468 голосов     |
| 12 марта (254)                | 13   | Демократы за рубежом            | 80,1% 13 делегатов 6910 голосов      | вне бюллетеня                   | 6,7% 576 голосов     | вне бюллетеня             | 13,2% 1136 голосов                |
| 12 марта (254)                | 108  | Джорджия                        | 93,1% 108 делегатов 272 363 голоса   | 1,8% 5205 голосов               | 2,9% 8569 голосов    | вне бюллетеня             | 2,2% 6431 голосов                 |
| 12 марта (254)                | 35   | Миссисипи                       | 98,7% 35 делегатов 87 922 голоса     | вне бюллетеня                   | вне бюллетеня        | вне бюллетеня             | 1,3% 1187 голосов                 |
| 12 марта (254)                | 6    | Северные Марианские Острова     | 93,9% 6 делегатов 93 голоса          | 0,0% 0 голосов                  | 2,0% 2 голоса        | 4,0% 4 голоса             | вне бюллетеня                     |
| 12 марта (254)                | 92   | Вашингтон                       | 83,5% 90 делегатов 763 739 голосов   | 2,8% 25 190 голосов             | 2,8% 25 308 голосов  | вне бюллетеня             | 11,0% 2 делегата 100 730 голосов  |
| 19 марта (379)                | 72   | Аризона                         | 89,3% 72 делегата 375 110 голосов    | 2,8% 11 611 голосов             | 3,8% 15 844 голоса   | 0,9% 3752 голоса          | 3,3% 13 857 голосов               |
| 19 марта (379)                | 147  | Иллинойс                        | 91,5% 147 делегатов 739 646 голосов  | 3,2% 25 615 голосов             | 3,6% 28 777 голосов  | вне бюллетеня             | 1,8% 14 513 голосов               |
| 19 марта (379)                | 33   | Канзас                          | 83,7% 33 делегата 35 906 голосов     | 1,3% 566 голосов                | 3,5% 1494 голоса     | 1,2% 516 голосов          | 10,3% 4433 голоса                 |
| 19 марта (379)                | 127  | Огайо                           | 87,1% 124 делегата 461 558 голосов   | 12,9% 3 делегата 68 629 голосов | вне бюллетеня        | вне бюллетеня             | вне бюллетеня                     |
| 23 марта (112)                | 48   | Луизиана                        | 86,1% 48 делегатов 143 380 голосов   | 2,6% 4351 голос                 | 4,7% 7898 голосов    | вне бюллетеня             | 6,7% 10 981 голос                 |
| 23 марта (112)                | 64   | Миссури                         | 85,3% 61 делегат 16 295 голосов      | 0,9% 178 голосов                | 1,6% 298 голосов     | 0,2% 36 голосов           | 12,0% 3 делегата 2293 голосов     |
| 30 марта                      | 13   | Северная Дакота                 | 92,4% 13 делегатов 840 голосов       | 1,8% 16 голосов                 | 3,4% 31 голос        | 0,2% 2 голоса             | 2,2% 20 голосов                   |
| 2 апреля (436)                | 60   | Коннектикут                     | 84,8% 60 делегатов 55 533 голоса     | 0,9% 577 голосов                | 2,3% 1490 голосов    | вне бюллетеня             | 12,1% 7929 голосов                |
| 2 апреля (436)                | 268  | Нью-Йорк                        | 80,7% 268 делегатов 288 138 голосов  | 3,2% 11 309 голосов             | 4,4% 15 573 голоса   | вне бюллетеня             | 11,8% 42 016 голосов              |
| 2 апреля (436)                | 26   | Род-Айленд                      | 80.7% 25 делегатов 21 336 голосов    | 2,5% 660 голосов                | вне бюллетеня        | вне бюллетеня             | 16,7% 1 делегат 4427 голосов      |
| 2 апреля (436)                | 82   | Висконсин                       | 88,6% 82 делегата 512 379 голосов    | 3,1% 17 730 голосов             | вне бюллетеня        | вне бюллетеня             | 8,4% 48 373 голоса                |
| 13 апреля (28)                | 15   | Аляска                          | 100% 15 делегатов                    | вне бюллетеня                   | вне бюллетеня        | вне бюллетеня             | вне бюллетеня                     |
| 13 апреля (28)                | 13   | Вайоминг                        | 96,0% 13 делегатов 386 голосов       | 0,0% 0 голосов                  | 0,3% 1 голос         | 0,0% 0 голосов            | 3,8% 15 голосов                   |
| 23 апреля                     | 159  | Пенсильвания                    | 87,9% 159 делегатов 953 916 голосов  | 6,4% 69 765 голосов             | вне бюллетеня        | вне бюллетеня             | 5,6% 61 136 голосов               |
| 28 апреля                     | 55   | Пуэрто-Рико                     | 89,3% 55 делегатов 3296 голосов      | 4,5% 165 голосов                | 6,2% 230 голосов     | вне бюллетеня             | вне бюллетеня                     |
| 7 мая                         | 79   | Индиана                         | 100% 79 делегатов 178 253 голоса     | вне бюллетеня                   | вне бюллетеня        | вне бюллетеня             | вне бюллетеня                     |
| 14 мая (144)                  | 95   | Мэриленд                        | 87,1% 95 делегатов 591 523 голоса    | 1,2% 8188 голосов               | 1,9% 12 935 голосов  | вне бюллетеня             | 9,8% 66 168 голосов               |
| 14 мая (144)                  | 29   | Небраска                        | 90,2% 28 делегатов 84 677 голосов    | 9,8% 1 делегат 9199 голосов     | вне бюллетеня        | вне бюллетеня             | вне бюллетеня                     |
| 14 мая (144)                  | 20   | Западная Виргиния               | 70,5% 20 делегатов 68 164 голоса     | 7,5% 7222 голоса                | вне бюллетеня        | 11,5% 11 079 голосов      | 10,5% 10 157 голосов              |
| 21 мая (119)                  | 53   | Кентукки                        | 71,3% 43 делегата 131 449 голосов    | 4,7% 8744 голоса                | 6,1% 11 190 голосов  | вне бюллетеня             | 17,9% 8 делегатов 32 908 голосов  |
| 21 мая (119)                  | 66   | Орегон                          | 87,1% 66 делегатов 397 702 голоса    | вне бюллетеня                   | 7,4% 33 603 голоса   | вне бюллетеня             | 5,5% 25 135 голосов               |
| 23 мая                        | 23   | Айдахо                          | 95,2% 23 делегата 2297 голосов       | 0,6% 14 голосов                 | 3,3% 79 голосов      | 0,2% 5 голосов            | 0,7% 17 голосов                   |
| 4 июня (216)                  | 20   | Округ Колумбия                  | 86,9% 16 делегатов 80 240 голосов    | вне бюллетеня                   | 4,3% 3958 голосов    | вне бюллетеня             | 8,8% 8143 голоса                  |
| 4 июня (216)                  | 20   | Монтана                         | 91,1% 20 делегатов 94 587 голосов    | вне бюллетеня                   | вне бюллетеня        | вне бюллетеня             | 8,9% 9285 голосов                 |
| 4 июня (216)                  | 126  | Нью-Джерси                      | 87,3% 124 делегата 458 281 голос     | вне бюллетеня                   | вне бюллетеня        | вне бюллетеня             | 11,8% 2 делегата 61 167 голосов   |
| 4 июня (216)                  | 34   | Нью-Мексико                     | 83,5% 34 делегата 111 049 голосов    | вне бюллетеня                   | 6,7% 8935 голосов    | вне бюллетеня             | 9,7% 12 938 голосов               |
| 4 июня (216)                  | 16   | Южная Дакота                    | 74,6% 16 делегатов 13 373 голоса     | 9,6% 1723 голоса                | 11,6% 2073 голоса    | вне бюллетеня             | 4,3% 763 голоса                   |
| 8 июня (13)                   | 7    | Гуам                            | Н/Д 7 делегатов                      | вне бюллетеня                   | вне бюллетеня        | вне бюллетеня             | Н/Д                               |
| 8 июня (13)                   | 7    | Американские Виргинские острова | 100% 7 делегатов 467 голосов         | вне бюллетеня                   | 0,0% 0 голосов       | вне бюллетеня             | 0,0% 0 голосов                    |
| Всего                         | 3949 | [ 43 ]                          | 3896 делегатов                       | 4 делегата                      | 0 делегатов          | 3 делегата                | 36 делегатов                      |

Праймериз в Делавэре и Флориде не проводились.